# Pedernales (canton)
Pour les articles homonymes, voir Pedernales.
Pedernales est un canton d'Équateur situé dans la province de Manabí. Son chef-lieu est Pedernales.